# Reinsdorf (Greiz)
Reinsdorf ist ein Stadtteil von Greiz im Landkreis Greiz in Thüringen.

## Lage
Südlich von Greiz über die Bundesstraße 94 und über Ortsverbindungsstraßen kommt man zu dem Ortsteil. Er liegt östlich der Elsteraue auf einer etagenmäßigen Ostflanke des Thüringer Schiefergebirges. Das Gelände ist mit Hainen und bestrüppten Rändern aufgelockert. Unten im Tal fließt die Göltzsch.

## Geschichte
1240 wurde der Ort erstmals urkundlich erwähnt. In der Dorfchronik geht man ohne Literaturnachweis vom 1. Dezember 1380 aus. Die erste Kirche wurde 1240 erbaut, die heutige Dorfkirche stammt aus dem Jahr 1720. 1550 erbaute man die Schule. Mehrere Landesfürsten übten dann die Verwaltung aus.
Am 1. Juli 1950 wurde die bis dahin eigenständige Gemeinde Waltersdorf b. Irchwitz eingegliedert.